# Cape-Jazz
Cape-Jazz (in der einschlägigen Literatur fast immer als Cape Jazz) ist ein Genre des Jazz, der dem südafrikanischen Marabi ähnelt, jedoch einen größeren Anteil an freier Improvisation aufweist. Im Gegensatz zum Marabi, wo das Klavier das dominierende Instrument ist, werden beim Cape-Jazz häufig Instrumente verwendet, die auch in Straßenparaden und vor allem in der Kwelamusik zum Einsatz kommen können, wie Blechblasinstrumente, Banjos, Gitarren und Perkussionsinstrumente.
Der Name geht zurück auf Kapstadt (engl. Cape Town). Die führenden Musiker dieses Stils waren zunächst Abdullah Ibrahim und die Saxophonisten Basil Coetzee und Robbie Jansen. Diese Musiker, zusammen mit dem Bassisten Paul Michaels, dem Schlagzeuger Monty Weber und dem Saxophonisten Morris Goldberg, nahmen schon 1974 das Cape-Jazz-Stück Mannenberg auf. Weitere Musiker, die zu diesem Genre gezählt werden, sind Bheki Mseleku, Errol Dyers, Hilton Schilder, Mac McKenzie, Duke und Ezra Ngcukana, McCoy Mrubata sowie Winston Mankunku.
Der Cape-Jazz leitet sich hauptsächlich von den Folk-Songs der Bewohner des Westkaps ab. Der Musikproduzent Patrick Lee-Thorp, der sehr früh einen bestimmten unterscheidbaren Stil dieser Musiker wahrnahm, machte sich in den 1990er Jahren mit mehreren Samplern auf seinem Label Mountain Records um die Verbreitung dieses Jazzgenres verdient.
Jedes Jahr findet am 2. Januar ein Straßenkarneval statt, für den mehrere Monate geprobt wurde (in Afrikaans: Tweede Nuwe Jaar). Die Künstler, auch bekannt als Klopse, kleiden und schminken sich nach dem Vorbild der Minstrel Shows in New Orleans und kombinieren diesen Aufzug mit afrikanischer und europäischer Musik. Manchmal wird für den Cape-Jazz auch der Begriff Goema oder Ghoema-Jazz verwendet, benannt nach der beim Karneval gespielten Trommel ghoema.